# Ponei

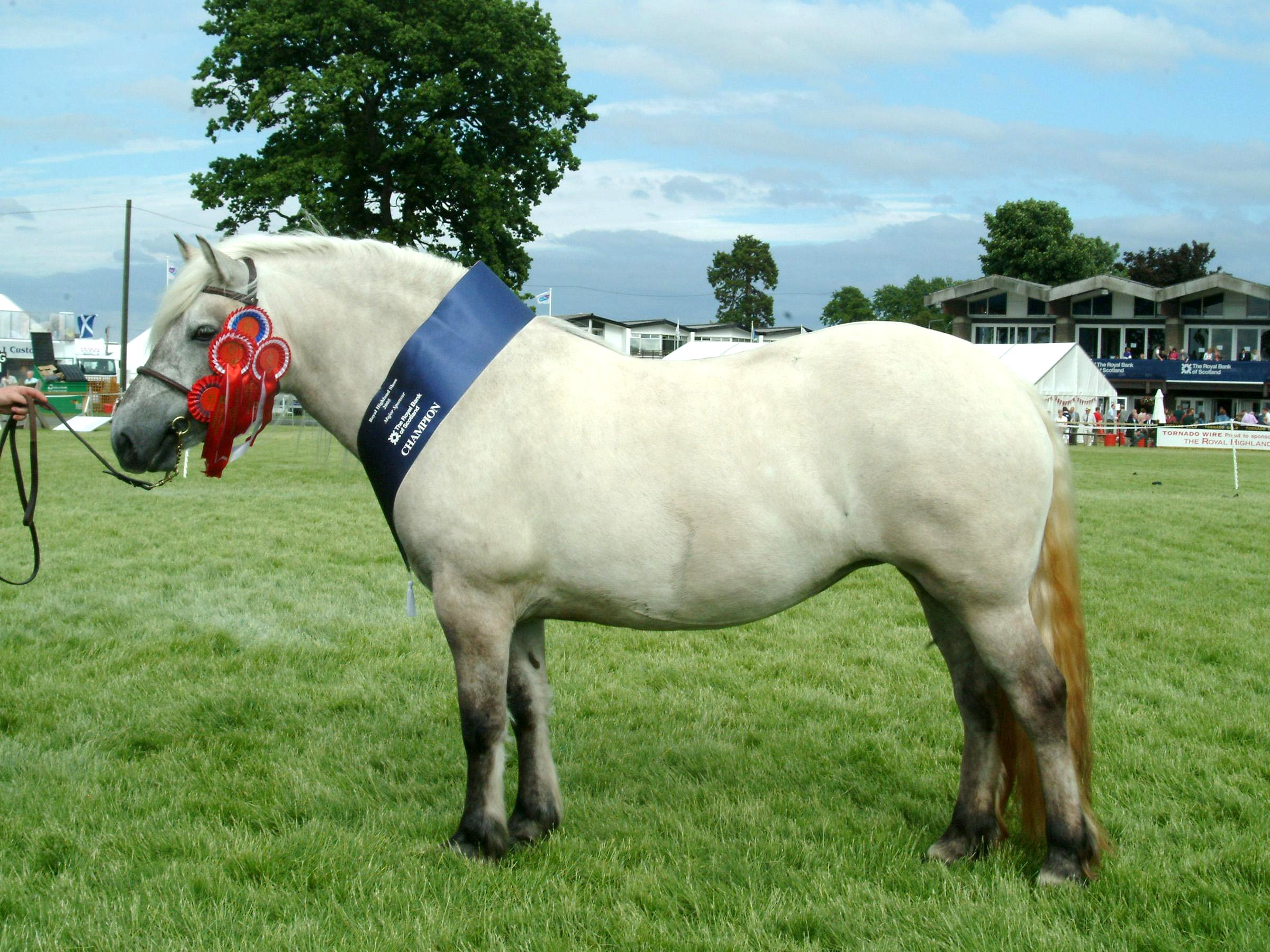
Highland Ponei, din Anglia

Ponei (Equus ferus caballus, în engleză pony) este o rasă de cai caracterizată printr-o greutate mică a corpului și o talie redusă, originară din regiunile cu climat rece și cu vegetație săracă ale Angliei și ale Peninsulei Scandinave. Cal cu greutate corporală mică și talie redusă (înălțimea la greabăn în general sub 1,48 m), cu aspect caracteristic (picioare scurte, abdomen relativ voluminos), este folosit pentru munci ușoare și pentru agrement. Există numeroase rase de ponei, cele mai cunoscute fiind rasa englezească Shetland (originară din insulele omonime) și poneiul islandez.